# Малиновка (Кораблинский район)
Малиновка — населённый пункт, входящий в состав Кипчаковского сельского поселения Кораблинского района Рязанской области.

## Географическое положение
Малиновка находится в юго-восточной части Кораблинского района, в 10 км к юго-востоку от райцентра.
Ближайшие населённые пункты:

— село Кипчаково в 2,5 км к северу по грунтовой дороге;

— деревня Хомутск в 1,5 км к северо-западу по грунтовой дороге.

## Население
| 2010 |
| ---- |
| 0    |

## Хозяйство
Близ Малиновки находится летняя ферма Кипчаковского отделения ООО «Пламя».

## Инфраструктура
Дорожная сеть
Имеет к себе подъезд в грунтовом исполнении.